# Olgiate Olona
Olgiate Olona est une commune de la province de Varèse en Lombardie (Italie).

## Toponyme
Olgiate provient du nom latin Ulvius ou Ulbius avec l'ajout du suffixe génitif -ate ou du term aucia ou Augia: morceau de terre entouré par des fossés et des haies. 
La spécification se réfère à la position sur la rive droite du fleuve Olona.

## Administration
| Période                                  | Période            | Identité      | Étiquette            | Qualité |
| ---------------------------------------- | ------------------ | ------------- | -------------------- | ------- |
| 14/6/2004                                | 7/6/2009 8/6/2009- | Giorgio Volpi | Peuple de la liberté |         |
| Les données manquantes sont à compléter. |                    |               |                      |         |

### Hameaux
Buon Gesù, Gerbone, Isola dei Cacciatori, C.na Solbiati, C.na Cerini, il Bersaglio, C.na Belvisi